# Peter Vonhof
Peter Vonhof (Berlín, 15 de gener de 1949) és un ciclista alemany que va córrer durant la dècada de 1970. Especialitzat en el ciclisme en pista, va destacar en les proves de persecució per equips, proclamant-se quatre vegades Campió del món d'aquesta modalitat (el 1970 i de 1973 a 1975), Campió Olímpic a Mont-real, el 1976 i sis vegades campió nacional. Anteriorment, el 1972, ja havia participat en els Jocs Olímpics de Múnic.

## Palmarès
- 1970
  -  Campió del món de persecució per equips amateur, amb Günter Haritz, Hans Lutz i Günther Schumacher
- 1971
  -  Campió d'Alemanya de persecució per equips, amb Günther Schumacher, Rainer Podlesch i Bernd Jaroszewicz
  -  Medalla de bronze al Campionat del món de persecució per equips amateur
- 1972
  -  Campió d'Alemanya de persecució per equips, amb Michael Becker, Bernd Jaroszewicz i Günther Schumacher
- 1973
  -  Campió del món de persecució per equips amateur, amb Günter Haritz, Hans Lutz i Günther Schumacher
  -  Campió d'Alemanya de persecució per equips, amb Rainer Podlesch, Friedhelm Klenner i Michael Becker
- 1974
  -  Campió del món de persecució per equips amateur, amb Dietrich Thurau, Hans Lutz i Günther Schumacher
  -  Campió d'Alemanya de persecució per equips, amb Algis Oleknavicius, Rainer Podlesch i Michael Becker
  -  Campió d'Alemanya de madison, amb Dietrich Thurau
- 1975
  -  Campió del món de persecució per equips amateur, amb Gregor Braun, Hans Lutz i Günther Schumacher
- 1976
  -  Medalla d'or als Jocs Olímpics de Mont-real en la prova de persecució per equips, amb Gregor Braun, Hans Lutz i Günther Schumacher
- 1977
  -  Medalla de plata al Campionat del món de persecució per equips amateur
  -  Campió d'Alemanya de persecució per equips, amb Jürgen Colombo, Otto Steins i Wolfgang Schäffer
- 1978
  -  Campió d'Alemanya de persecució per equips, amb Jürgen Colombo, Otto Steinss i Ralf Stambula
- 1979
  -  Campió d'Alemanya de madison, amb Henry Rinklin